# Lohenkari (vid Keräsaari, Tövsala)
Lohenkari är en ö i Finland. Den ligger i Skärgårdshavet och i kommunen Tövsala i den ekonomiska regionen  Nystadsregionen i landskapet Egentliga Finland, i den sydvästra delen av landet. Ön ligger omkring 33 kilometer väster om Åbo och omkring 180 kilometer väster om Helsingfors.
Öns area är 2,6 hektar och dess största längd är 250 meter i nord-sydlig riktning.